# Ødum Sogn
Ødum Sogn er et sogn i Favrskov Provsti (Århus Stift).
I 1800-tallet var Hadbjerg Sogn anneks til Ødum Sogn. Begge sogne hørte til Galten Herred i Randers Amt. Ødum Sogn tilhørte Ødum-Hadbjerg Kommune fra 1842 til 1966 og Hadsten Kommune fra 1866 til 2006. Hadsten Kommune indgik ved strukturreformen i 2007 i Favrskov Kommune.
I Ødum Sogn ligger Ødum Kirke.
I sognet findes følgende autoriserede stednavne:
- Astrup (bebyggelse, ejerlav)
- Astrup Bæk (vandareal)
- Dejrhøj (areal)
- Haraldsmark (landbrugsejendom)
- Langskov (bebyggelse, ejerlav)
- Røved (bebyggelse, ejerlav)
- Selling (bebyggelse, ejerlav)
- Tolsager Høj (areal)
- Tåstrup (bebyggelse, ejerlav)
- Ødum (bebyggelse, ejerlav)